# ۷۳۶ (میلادی)
۷۳۶ (میلادی) هفتصد و سی و ششمین سال تقویم میلادی است.

## درگذشتگان
‎